# Ctenicera lanei
Ctenicera lanei is een keversoort uit de familie kniptorren (Elateridae). De wetenschappelijke naam van de soort is voor het eerst geldig gepubliceerd in 1949 door Becker.